# Jüdischer Friedhof (Třebíč)

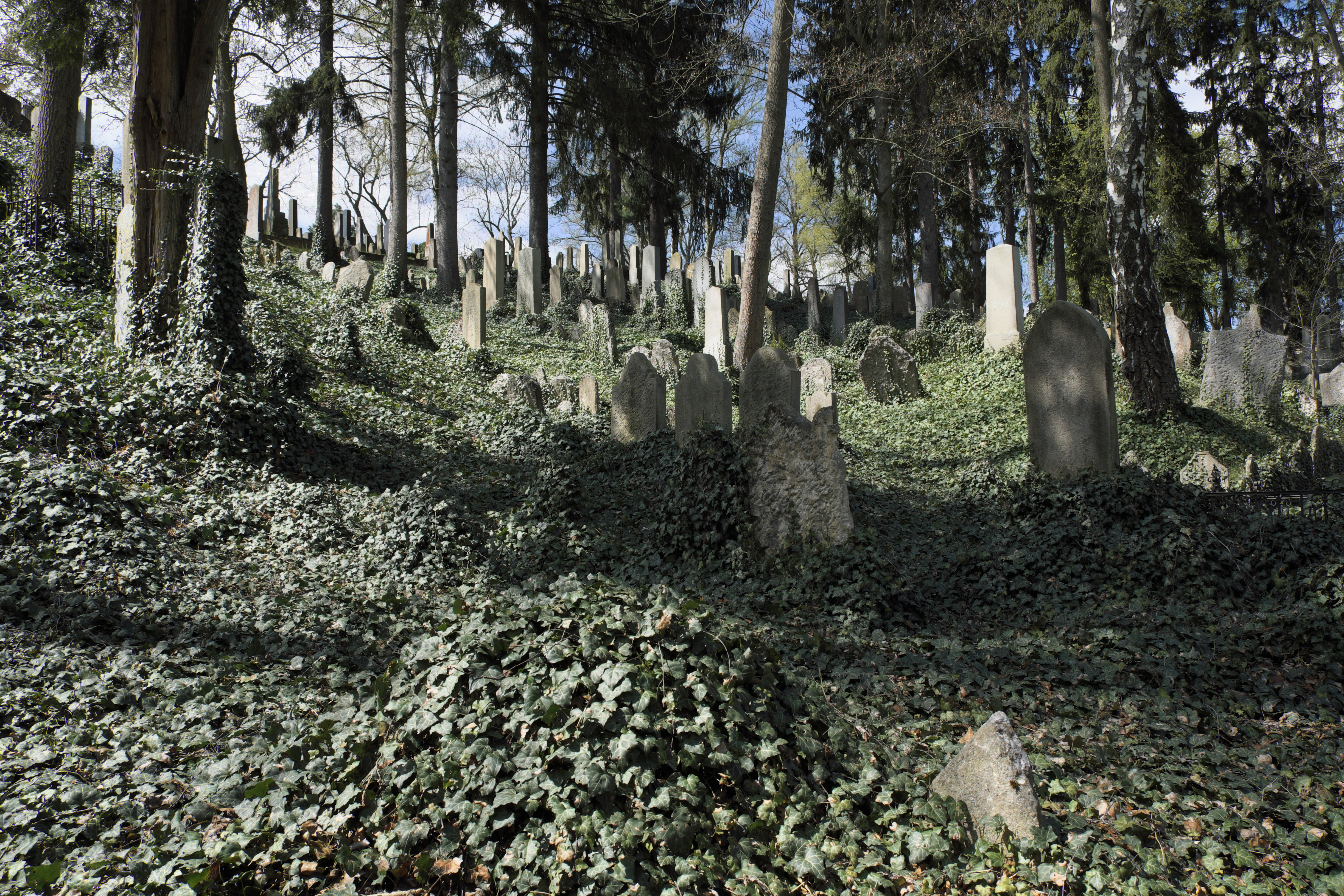
Jüdischer Friedhof in Třebíč

Der Jüdische Friedhof in Třebíč ist neben dem Alten Jüdischen Friedhof in Prag und dem Jüdischen Friedhof in Mikulov mit ca. 11.678 m² einer der größten in Tschechien. Es finden sich dort über 2.600 Grabsteine, insgesamt wurden hier etwa 11.000 Menschen beerdigt. Als Nationales Kulturdenkmal ist er zusammen mit dem Jüdischen Viertel und der Basilika des heiligen Prokop in der Liste des UNESCO-Welterbes aufgeführt.

## Geschichte
Der Friedhof wurde in der 2. Hälfte des 15. Jahrhunderts unweit der heutigen Lage angelegt. Der älteste Grabstein mit einer lesbaren Inschrift stammt aus dem Jahre 1625, weitere folgen aus den Jahren 1628 und 1641. Nach einer Überflutung wurde der Friedhof 1888 erweitert. Gleich nach dem Eingangstor befindet sich eine gut erhaltene Zeremonienhalle, erbaut 1903.
Nach dem Zweiten Weltkrieg, nachdem 1942 die Mitglieder der jüdischen Gemeinde (etwa 300 Menschen) in das Konzentrationslager Theresienstadt deportiert wurden, wurde der Friedhof nicht mehr benutzt. Die nötige Restaurierung des Friedhofes und des jüdischen Viertels wurde Anfang der 1990er Jahre u. a. mit Hilfe eines Kredits des amerikanischen Fonds Housing Guarantee verwirklicht und das ganze Areal befindet sich heute in einem sehr guten Zustand.